# COL8A2
COL8A2 — ген в 13-й хромосоме, кодирующий структуру белка, регулирующего структуру базальной мембраны и её основные характеристики, такие как толщина, плотность и объем.
Мутация гена приводит к ранней форме эндотелиальной дистрофии роговицы (дистрофии Фукса).